# Andrés Balló
Andrés Balló Echavarría (Madrid, 3 de febrero de 1840 - Alcalá de Henares, 15 de enero de 1906) fue un político y escritor español.

## Biografía
Era hijo de Joaquín Balló Roca (nació el 21/08/1814, hijo de Antón Balló Soler de la Jonquera y Francisca Roca Giol de Cambrils, y falleció el 02/03/1889), un abogado alcalaíno que en el momento de su nacimiento estaba asentado en Madrid, aunque Andrés vivió gran parte de su vida en la ciudad complutense. Militó en el Partido Republicano Democrático Federal, actuando como representante de la provincia de Madrid en el Pacto Federal Castellano de 1869, con Antonio Merino y Ricardo Lupiani, y vocal en la Junta Provincial del partido en 1870.
Fue director de periódicos locales de Alcalá como El Eco de Camarmilla (en 1879) y del semanario republicano El Febrerista (1892) y fue autor de otras obras en las que destacan Violetas del Henares: Miscelánea de ensayos en prosa y verso (1878) y el folleto La revolución en el partido demócrata federal, ó base para su reorganización (1891).

## Obras
- Violetas del Henares: Miscelánea de ensayos en prosa y verso (Alcalá de Henares, Tipografía de García Carballo, 1878), con prólogo de Joaquín Casañ Alegre
- La revolución en el partido demócrata federal, ó base para su reorganización (Alcalá de Henares, 1891)
- El Misticismo, la Circunspección y la Democracia, trilogía cómico-dramática (Alcalá de Henares)